# Мозолин, Виктор Павлович
Ви́ктор Па́влович Мозо́лин (27 октября 1924 — 15 февраля 2015) — советский и российский правовед, доктор юридических наук, профессор.

## Биография
Родился 27 октября 1924 г. в рабочем поселке Юрино Республики Марий Эл (Марийская АССР). В 18 лет был призван в армию. Участник Великой Отечественной войны. С 1942 по 1944 гг. воевал в пехоте (младший лейтенант, командир стрелкового взвода) на Степном, 1-м и 2-м Украинских фронтах в составе 80 гвардейской дивизии и 99 стрелковой дивизии. Был демобилизован из Красной Армии в 1946 г. в связи с тяжелыми ранениями, повлекшими инвалидность. Награждён орденом Отечественной войны I степени, орденом Отечественной войны II степени, медалью «За победу над Германией в Великой Отечественной войне 1941—1945 гг.».
Выпускник юридического факультета МГУ (1951). В 1954 году защитил кандидатскую диссертацию «Гражданско-процессуальное правоотношение по советскому праву». Работал в МГУ до 1970 года.
С 1970 по 1980 год работал в Университете дружбы народов им. Патриса Лумумбы, где занимал должности заведующего кафедрой, декана факультета, проректора. С 1981 по 1999 год — главный научный сотрудник Института государства и права Академии наук, в котором он являлся заведующим сектором гражданского права.
В сентябре 2000 года назначен заведующим кафедрой гражданского и семейного права Московской государственной юридической академии (МГЮА) им. О. Е. Кутафина (до января 2012 года).
Скончался 15 февраля 2015 года. Похоронен на Троекуровском кладбище.

## Научные работы
- «Права изобретателей и рационализаторов в СССР» (М.,1960);
- «Право собственности на имущество межколхозных предприятий и организаций» (М.,1963);
- «Корпорации, монополии и право в США» (М.,1966);
- «Право США и экспансия американских корпораций» (М.,1974);
- «Договорное право в США и СССР: история и общие концепции» (совместно с американским профессором Е. А. Фарнсвортом) (М., 1988; Вашингтон, 1989, издана на русском и английском языках),
- «Право собственности в Российской Федерации в период перехода к рыночной экономике» (М., 1992; Вашингтон, 1993, издана на русском и английском языках);
- «Современная доктрина и гражданское законодательство» (М., 2008);
- Учебник «Гражданское право» для вузов М., 2012-14 гг.;
- и другие.